# Hutchinsia pusillima
Hutchinsia pusillima är en korsblommig växtart som beskrevs av Hugh Algernon Weddell. Hutchinsia pusillima ingår i släktet Hutchinsia och familjen korsblommiga växter. Inga underarter finns listade i Catalogue of Life.